# Надточій Михайло Хомич
Михайло Хомич Надточій (1907, село Новотроїцьке Катеринославської губернії, тепер Запорізької області — 20 березня 1963, місто Москва, тепер Російська Федерація) — радянський державний діяч, інженер-будівельник, міністр будівництва Російської РФСР, міністр монтажних та спеціальних будівельних робіт Російської РФСР. Депутат Верховної ради РРФСР 5-го скликання. Депутат Верховної ради СРСР 6-го скликання.

## Біографія
Народився в бідній селянській родині. З 1919 до 1921 року наймитував у заможних селян.
У 1921 році вступив до комсомолу. З 1921 року — секретар комсомольської організації радгоспу «Дорнбург» Запорізької губернії.
Потім навчався на робітничому факультеті. Член ВКП(б) з 1931 року.
У 1932 році закінчив Одеський інженерно-лугомеліоративний інститут.
У 1932—1935 роках — виконроб, начальник дільниці, технічний керівник контори «Союзводбуд» Народного комісаріату важкої промисловості СРСР.
У 1935—1941 роках — начальник робіт, технічний керівник контори «Союзводбуд» Народного комісаріату важкої промисловості СРСР у місті Свердловську; керуючий тресту «Уралсибспецбуд» у місті Свердловську.
У липні 1941 — серпні 1943 року — секретар Свердловського обласного комітету ВКП(б) з будівництва та будівельних матеріалів.
У 1943—1946 роках — на партійній роботі. У 1946—1947 роках — завідувач сектору Управління кадрів ЦК ВКП(б).
У 1947 — березні 1953 року — заступник міністра промисловості будівельних матеріалів СРСР; начальник Головуралбуду; начальник Головчорметбуду; заступник міністра будівництва підприємств важкої індустрії СРСР.
У березні 1953 — лютому 1958 року — заступник міністра будівництва СРСР; 1-й заступник міністра будівництва РРФСР.
25 лютого 1958 — 23 січня 1963 року — міністр будівництва РРФСР.
23 січня — 18 березня 1963 року — міністр монтажних і спеціальних будівельних робіт РРФСР.
Помер 20 березня 1963 року після важкої та тривалої хвороби в Москві. Похований 22 березня 1963 року на Новодівичому цвинтарі Москви.

## Нагороди
- орден Леніна
- орден Трудового Червоного Прапора
- орден Червоної Зірки
- медалі